# آنا ماريا هرناندو
آنا ماريا هرناندو (بالإسبانية: Ana Maria Hernando)‏ من مواليد 1959، وهي فنانة تشكيلية أرجنتيني، تعيش حاليا في بولدر، كولورادو.
آنا ماريا هرناندو هي فنانة تهتم وتركز في أعمالها الفنية على إبراز العنصر النسوي، بالإضافة إلى ذلك فهي تقوم بالرسم عن طريق الطباعة كما تعمل على إنشاء الشعر ومحاولة إشراكه في فنها وفيما تبدع فيه.

## العمل
حصلت على شهادة بكالوريوس الفنون الجميلة من كلية كاليفورنيا للفنون (التقييم القطري المشترك) في عام 1990.
أعمال هرناندو ظهرت في العديد من المتاحف والمعارض على غرار معرض أوكلاهوما،  معرض المرفأ،   المركز الدولي في بيت لحم في فلسطين، ثم متحف الفن المعاصر فس دنفر، وكذلك متحف الفن المعاصر  وأيضا في متحف الفن في جامعة كولورادو بولدر.

## وصلات خارجية
- الموقع الرسمي